# 숙휘공주
숙휘공주(淑徽公主, 1642년 2월 17일 ~ 1696년 10월 27일)는 조선의 공주이며, 효종과 인선왕후의 넷째딸이다.

## 생애
1642년(인조 20년) 2월 17일, 청나라 심양의 질관(質館)에서 볼모 생활 중이던 아버지 봉림대군(효종)과 풍안부부인 장씨(인선왕후)의 넷째 딸로 태어났다.
1653년(효종 4년) 10월, 우참찬 정유성(鄭維城)의 손자이자, 삼학사 홍익한(洪翼漢)의 외손자인 인평위(寅平尉) 정제현(鄭齊賢)에게 하가하였다. 같은 해 12월 숙휘공주의 길례가 거행되었는데 이날은 인열왕후의 기신일로, 국기일이었으나 예관에서 제대로 인지하지 못하여 그대로 길례가 거행되었다.
정제현과의 사이에서 2남 1녀를 두었으나 차남인 정태일(鄭台一)만이 성장하였다.
1660년(현종 1년), 인평위 정제현이 병에 걸리자 인선왕후는 정제현의 조부인 정유성이 전주의 관기인 설매(雪梅)를 총애하여 집에 불러들인 이후, 설매가 저주하여 일어난 일이라고 의심하며 설매와 관련하여 숙휘공주의 여종인 나인 예금(禮今)을 붙잡아 심문하였는데, 예금은 설매의 사주를 받아 더러운 물건을 땅에 묻고 흉악한 일을 꾸몄다고 말하면서, 자신의 어머니 애종(愛終)과 오빠 기립(起立), 설매의 몸종이자 자신의 여동생인 분이(粉伊)를 끌어들였다.
설매는 도망하여 음독자살 하였고, 애종과 기립, 분이는 죄를 불복하였으며 예금은 어머니를 끌어들여 고문을 받게하였으므로 강상죄를 범했다는 이유로 형신을 받다가 죽었다. 왕이 명하여 애종, 기립, 분이에 대한 형신을 정지하고 사건과 관련된 자들을 방면하였다. 이 사건은 뚜렷하게 밝혀진 바가 없이 종결되어 당시 이 사건을 억울하게 여기는 사람들이 많았다.
같은 해 5월, 현종은 도방군의 군사 500명을 숙휘공주의 저택 수리 하는데에 이용하였는데, 좌부승지 윤집이 공주의 집 수리를 위해 도방군을 부역시키는 일을 중지할 것을 청하였으나 현종은 이를 받아들이지 않고 대신 인원 100명을 줄이게 하였다.
1661년(현종 2년) 아들 정태일을 낳았고, 다음해인 1662년(현종 3년) 남편 정제현이 사망하였다. 이후 외아들 정태일 또한 후사 없이 요절하면서 당조카인 정건일을 양자로 두었다.
1670년(현종 11년), 좌의정 허적을 비롯한 대간이 숙휘공주와 숙경공주의 저택 공사를 중지할 것을 청하였다. 이후에도 수차례에 걸쳐 숙휘공주를 비롯한 공주들의 저택 수리와 부역 문제, 토지 문제로 인한 폐단이 보고되기도 하였다.
1674년(현종 15년), 평안도 용강현(龍岡縣)에 적통제(赤筒堤)라는 둑이 있어 그 지역 백성들이 논 수천 두락에 물을 대어 생활하고 있었는데, 숙휘공주 집에서 이 적통제를 허물고 전지로 만들려 하자 관찰사가 이를 보고하였다. 육조에서 "방죽을 축조한 것은 백성에게 이익을 주기 위함이므로 공주의 집에 떼어줄 수 없으니 중지시키라"고 계를 올리자 현종은 이를 받아들였다.
1694년(숙종 20년), 숙휘공주의 집에 죄를 범한 자를 잡는다며 난입한 사헌부의 해당 금리를 치죄하라는 종친부의 계를 받고 숙종이 엄히 처벌할 것을 명하였다.
1696년(숙종 22년) 공주의 병이 심해지자 숙종은 공주의 저택에 병문안을 갔으나 이틀 후인 10월 27일 사망하였다. 이후 숙종은 직접 공주의 집을 방문하여 조문 하고 제수를 넉넉히 내리도록 명하였다. 사망 다음해인 1월 15일에 남편 정제현과 합장되었다.
묘소는 경기도 고양시 덕양구 대자동에 있다.

## 숙휘 신한첩
『숙휘신한첩(淑徽宸翰帖)』은 숙휘공주가 부모 형제에게 받은 한글 편지가 수록된 서간집으로 신한첩에는 효종, 인선왕후, 장렬왕후, 현종, 명성왕후, 숙종 및 인현왕후에게 받은 한글 편지가 수록되어있다. 숙휘공주의 5대손인 정진석(鄭晋錫)이 1802년(순조 2년) 집안에 대대로 내려오던 공주의 한글 편지를 서간집으로 엮어냈다.
숙휘공주에게 보내는 편지

밤 사이 평안하오신지 여쭤보고자 바라오며
어제 적어 보내신 글을 보고 친히 만나뵌 듯 든든하고 반가워서
아무런 말도 할 수 없었습니다.
또한 평안하지 못하오신가 싶으니 민망하고 염려됨이 끝이 없어 하옵나이다.
약을 적은 목록(발긔)은 즉시 가져오게 하였으니 들어오거든 보내겠습니다.— 인현왕후

숙휘 신한첩은 보물 제1946호로 지정되어 있으며 계명대학교 동산도서관에 소장되어있다.

## 가족 관계
| - 아버지 : 효종(孝宗, 1619 ~ 1659) - 어머니 : 인선왕후 장씨(仁宣王后 張氏, 1618 ~ 1674) - 언니 : 숙신공주(淑愼公主, 1634 ~ 1645) - 언니 : 숙안공주(淑安公主, 1636 ~ 1697) - 언니 : 숙명공주(淑明公主, 1640 ~ 1699) - 오빠 : 현종(顯宗, 1641 ~ 1674) - 동생 : 숙정공주(淑靜公主, 1646 ~ 1668) - 동생 : 숙경공주(淑敬公主, 1648 ~ 1671) | - 시아버지 : 공조정랑 정창징(鄭昌徵, 1615 ~ 1664) - 시어머니 : 남양 홍씨 (南陽 洪氏) - 홍익한(洪翼漢)의 딸 - 부마 : 인평위(寅平尉) 정제현(鄭齊賢, 1642 ~ 1662) - 장남 : 정인상(鄭獜祥, 조졸) - 차남 : 정태일(鄭台一, 1661 ~ 1685) - 며느리 : 덕수 이씨 - 한성부판윤(漢城府判尹 증 영의정(贈 領議政) 이광하(李光夏, 1643 ~ 1701)의 딸 (숙명공주의 시질녀) - 장녀 : 조졸 |

## 관련 작품

### 드라마
- 《마의》 (MBC, 2012년~2013년, 배우: 김소은)

## 참고 자료
- 숙휘공주 - 한국학중앙연구원